# Oswald Külpe
Oswald Külpe (* 3. August 1862 in Kandau, Kurland in Lettland; † 30. Dezember 1915 in München) war ein deutscher Psychologe und Philosoph. Er war Begründer der Würzburger Schule der Denkpsychologie.

## Leben und Leistungen
Oswald Külpe besuchte das Gymnasium Libau. Er wurde 1887 unter Wilhelm Wundt in Leipzig promoviert. Die folgenden acht Jahre war er Assistent bei Wundt.
1894 wurde er Professor an der Universität Würzburg und gründete im Jahr 1896 das dortige Institut für Psychologie. 1909 wurde er Professor an der Universität Bonn. 1914 nahm er einen Ruf an die Universität München an, wo er Nachfolger von Theodor Lipps wurde. In seinen späteren Jahren arbeitete Külpe auch an Fragen zur Ästhetik. Nach Külpes Tod veröffentlichte Sigfried Behn 1921 das Buch „Grundlagen der Ästhetik“, das einige bis dahin unveröffentlichte Schriften Külpes zur Ästhetik sammelt.
Schüler Külpes waren unter anderem David Braunschweiger, Ernst Bloch, Karl Bühler, Johannes Lindworsky und Gottlieb Söhngen.
Die Schriftstellerin Frances Külpe war mit seinem Bruder verheiratet.

## Schriften
- Grundriss der Psychologie, Leipzig, Engelmann 1893
- Einleitung in die Philosophie. Leipzig, S. Hirzel 1895 Digitalisat
- Der gegenwärtige Stand der experimentellen Ästhetik. Leipzig, Barth 1907
- Psychologie und Medizin. Leipzig, Engelmann 1912
- Die Realisierung (3 Bde., 1912–23)
- Einleitung in die Philosophie (9. verb. Aufl. 1919 / 12. verb. Aufl. 1928 hrsg. v. August Messer)
- Die Philosophie der Gegenwart in Deutschland. Eine Charakterisierung ihrer Hauptrichtungen. 7. Aufl. Leipzig, Teubner 1920
- Immanuel Kant. Darstellung und Würdigung, Leipzig / Berlin, Teubner, 5. Auflage 1921
- Grundlagen der Ästhetik. Aus dem Nachlaß hrsg. von Siegfried Behn. Leipzig, S. Hirzel 1921
- Vorlesungen über Psychologie. 2. Aufl. Hrsg. von Karl Bühler. Leipzig, S. Hirzel 1922
- Vorlesungen über Logik. Hrsg. von Otto Selz. Leipzig, S. Hirzel 1923